# سارة كوك
سارة كوك هي أمينة متحف ومؤرخة كندية، ولدت في 1974.